# Zelený čaj

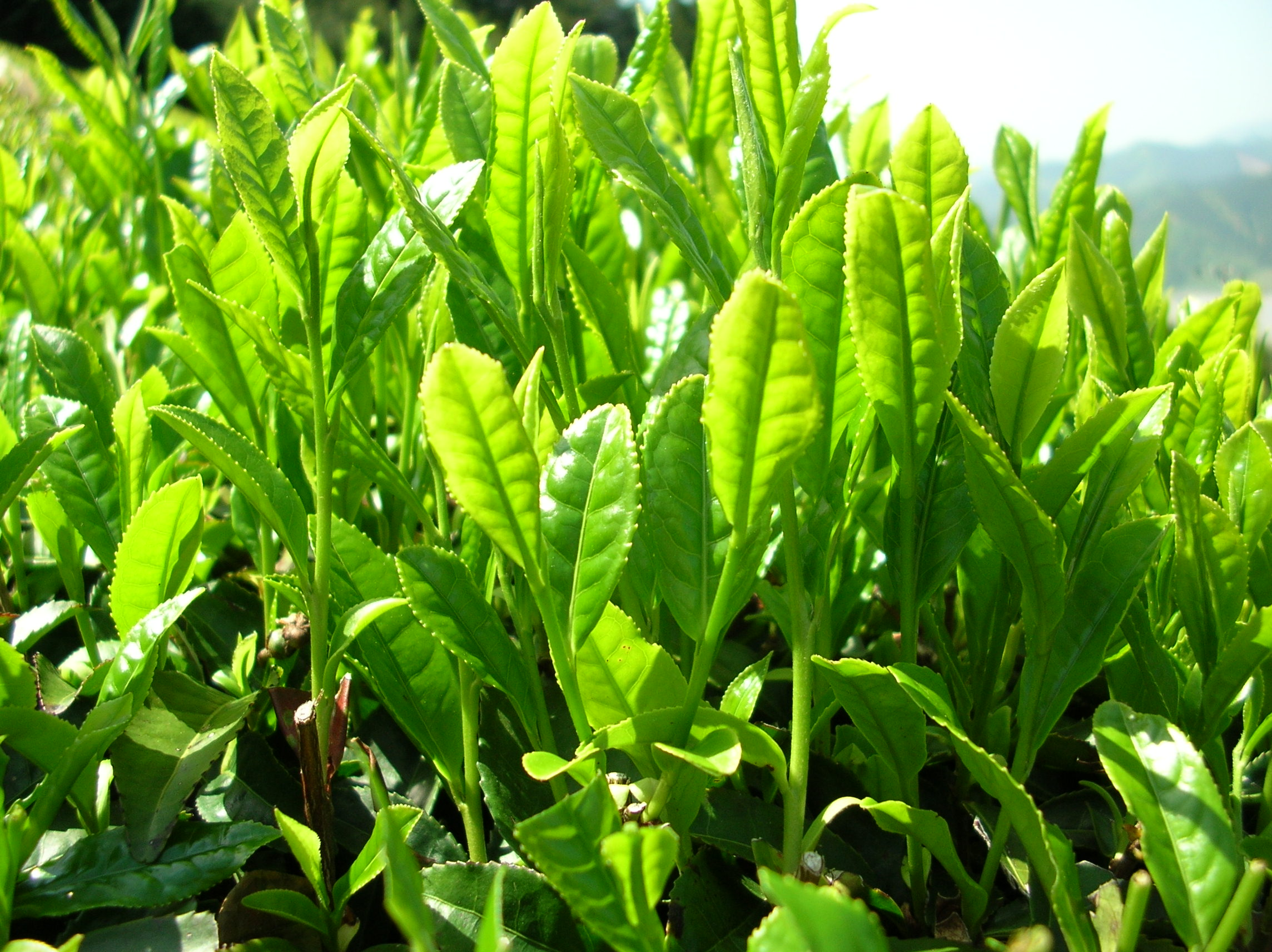
Lístky zeleného čaje

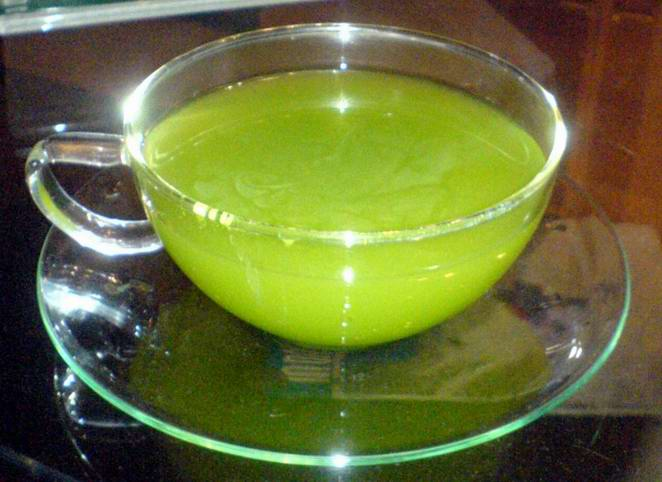
Zelený obřadní čaj mačča

Nápoj zvaný zelený čaj (čínsky 绿茶; pinyin: lǜchá; japonsky 緑茶, rjokuča) je „pravý“ čaj, který při svém zpracování prošel minimální oxidací. Zelený čaj je populární v Číně, Tchaj-wanu, Hongkongu, Japonsku, Koreji a na Středním Východě. Relativně nedávno se také více rozšířil na Západě, kde je tradičněji konzumován čaj černý.

## Příprava
Každý listový čaj lze připravit více různými způsoby. Všeobecným pravidlem u zelených čajů je zalévání vodou, která prošla varem, ale zchladla na 60–80 °C. Příliš teplá voda způsobí vyluhování tříslovin a dalších substancí a nálev má hořkou chuť až pachuť. Čaj zalitý příliš chladnou vodou má mdlou až vodovou chuť, protože se vonné a chuťové složky uvolnily z listů jen málo.
Kvalitní listové zelené čaje lze zalévat vícekrát. Pro další nálevy lze zvýšit teplotu vody nebo prodloužit dobu louhování. Doba louhování pro první nálev může u zelených čajů být od 30 sekund do několika minut. Opět záleží na konkrétním čaji. Při kratších dobách louhování se běžně používá větší množství čaje než u louhování delšího.
Množství čaje pro přípravu se v Evropě odměřovalo na malé lžičky, což vedlo k zažití pojmu „čajová lžička“. U kvalitních sypaných čajů s různou sypnou hmotností, velikostí listu však tento způsob není příliš spolehlivý. Vhodnější je proto odvážení čaje. Pro přípravu 1,5 dl nálevu se používají 2–4 g čaje.
Nelze stanovit „správný“ způsob přípravy čaje. Každá sklizeň i stejného druhu čaje je vždycky odlišná a prožitek spojený s čajováním spočívá také v experimentu a odhalování kvalit čaje, který se připravuje. S přípravou zeleného čaje se ve východních kulturách spojuje také řada obřadů a ceremonií.

## Zelený čaj a zdraví

### Historie
Archeologické nálezy ukazují, že čaj se pije už téměř 5000 let, a že Indie a Čína byly první dvě země, kde se začal pěstovat. Podle legendy je objev čaje připisován čínskému císaři Šen-nungovi, kterému podle pověsti při ohřívání vody spadly do kotlíku náhodně i lístky čajovníku. Poté, co lahodně vonící nápoj ochutnal, byl překvapen jeho vynikající chutí a energií nápoje, která odstranila únavu. Zelený čaj se používal v tradiční medicíně v Indii, Číně, Japonsku a Thajsku v nejrůznějších případech od zastavování krvácení a zlepšování hojení ran přes snižování horečky, snižování krevního cukru až po zlepšování trávení.

#### Kniha čaje
Kissa Yojoki, neboli Kniha čaje, sepsaná zenovým mnichem jménem Eisai v roce 1191, popisuje pozitivní účinky pití zeleného čaje na pět životně důležitých orgánů, obzvláště pak na srdce. Kniha se zaobírá léčebnými účinky čaje, včetně léčby kocoviny, jeho role jako stimulantu, léčení oparů a uhrů, tišení žízně, nápravy poruch trávení, léčení onemocnění nervového systému „beriberi“, prevenci únavy a podporu funkcí močové soustavy a mozkové činnosti. První část knihy také popisuje druhy čajovníků, jejich květů a listů a vysvětluje jak čaj pěstovat a jak zpracovávat jeho listy. Část druhá se zaměřuje na dávkování a způsoby podávání čaje u jednotlivých chorob.

### Nepodložená tvrzení
Zelenému čaji se připisuje řada zdravotních účinků, z nichž mnohé dosud nebyly vědecky potvrzeny. Tato tvrzení, pro která chybí vědecké důkazy, jsou vypsána zde:
- zastavení některých neurodegenerativních onemocnění, jako jsou Alzheimerova nebo Parkinsonova choroba,
- prevence a léčba rakoviny,[2]
- léčba sklerózy multiplex,
- prevence degradace buněčných membrán neutralizací šíření volných radikálů (což nastává při oxidačních procesech),[3]
- snížení negativních účinků cholesterolu LDL („špatný cholesterol“), snížením úrovní triglycerinů a zvýšením produkce cholesterolu HDL („dobrý cholesterol“),[4]
- zvýšení oxidace tuků (pomáhá tělu využít tuk jako zdroj energie) a podpora látkové výměny,[5]
- snížení nechuti k jídlu,
- podpora močení, někdy i 5× za hodinu.

Japonští výzkumníci také tvrdí, že pokud je vypito denně pět šálků zeleného čaje, spálí tělo navíc 70 až 80 kalorií. Dr. Nicholas Perricone, specialista na boj se stárnutím, tvrdil v televizní show, že pokud člověk pije čaj namísto kávy, výrazně během 10 týdnů zhubne.
Existují ale také negativní účinky při nadměrném pití čaje, a to kvůli velkému množství kofeinu v zeleném čaji. Vedlejší účinky z množství kofeinu v těle mohou být nevolnost, nespavost a časté močení.

### Vědecké studie
Studie z roku 2006 publikovaná 13. září v magazínu Journal of the American Medical Association uvádí „Konzumace zeleného čaje je spojená se snížením úmrtnosti zapříčiněným rakovinou“. Studie, vedená japonskou univerzitou Tohoku, sledovala 40 520 dospělých Japonců ve věku mezi 40 a 79 lety, kteří neměli mrtvici, srdeční záchvat nebo rakovinu při zahájení výzkumu v roce 1994. Studie sledovala všechny účastníky po celých 11 let a monitorovala všechny příčiny úmrtí a po sedm let monitorovala specifická úmrtí. Účastníci, kteří pili pět a více šálků čaje denně měli o 16 procent nižší riziko předčasného úmrtí a o 26 procent nižší riziko výskytu kardiovaskulárních chorob, než účastníci, kteří pili méně než jeden šálek čaje denně. Studie dále uvádí, že „pokud zelený čaj chrání člověka proti kardiovaskulárním chorobám nebo rakovině, lze očekávat, že pití tohoto nápoje se bude částečně podílet na prodloužení života, kde právě kardiovaskulární choroby a rakovina jsou dvě celosvětově nejčastější příčiny předčasného úmrtí.“
Studie publikovaná v magazínu American Journal of Clinical Nutrition uvádí ve vydání z února 2006, že „větší konzumace zeleného čaje je spojená s menším výskytem poruch kognitivních funkcí u člověka.“
V květnu 2006 uveřejnili výzkumníci Yaleovy univerzity článek porovnávající více než 100 různých studií zaměřených na kladné zdravotní účinky zeleného čaje. Upozornili na něco, co nazvali „asijským paradoxem“, kdy navzdory velmi rozšířenému kouření cigaret je v Asii malý výskyt srdečních chorob a rakoviny. Teoretizují, že 1,2 litru čaje, který mnozí Asiaté vypijí každý den, přináší vysoké hodnoty polyfenolů a dalších antioxidantů. Tyto složky pak mohou různými způsoby zlepšit stav kardiovaskulárního systému, včetně prevence spojování krevních destiček a prevence zvyšování hodnoty cholesterolu. To uvádějí výzkumníci, jejichž studie se objevila v květnovém vydání magazínu Journal of the American College of Surgeons. Výslovně uvádějí, že zelený čaj může pomoci v prevenci oxidace cholesterolu LDL („špatný“ cholesterol), což následně může vést ke snížení zanášení cév.
Studie publikovaná v magazínu Biological Psychology, vydání z 22. srpna 2006, se zaměřuje na změnu stresové reakce pomocí L-Theaninu, chemikálie vyskytující se v zeleném čaji. Uvádí, že „orální příjem L-theaninu může mít protistresový efekt díky potlačení vzruchů kortikálních neuronů.“
V oboustranně anonymním pokusu, eliminujícím i placebo efekt, který uskutečnila divize kardiovaskulární medicíny při Univerzitním zdravotním centru ve Vanderbiltu, USA, byl 240 dospělým osobám podáván buď extrakt ze zeleného čaje v podobě 375mg kapslí, nebo placebo (neškodná náhražka). Po 12 týdnech pacienti, kterým byl podáván čajový extrakt, měli významně nižší úrovně LDL cholesterolu a též celkovou hladinu cholesterolů (o 16,4 % a 11,3 % nižší než na počátku) než druhá skupina. Závěrem doporučili podávání obohaceného theaflavinového extraktu spolu s další dietou jako prostředek ke snižování „špatného“ cholesterolu.
Studie publikovaná v lednu 2005 v magazínu American Journal of Clinical Nutrition uvádí, že „denní konzumace čaje s obsahem 690mg katechinů po 12 týdnů snížila množství tělesného tuku, což znamená, že příjem katechinů může být užitečný při prevenci a zlepšování chorob špatného životního stylu, hlavně obezity.“
Antioxidanty v zeleném čaji mohou pomoci prevenci a snížení obtíží při revmatické artritidě, tak alespoň uvádí studie CWRU School of Medicine uveřejněná 13. dubna 2005 ve vydání magazínu Proceedings of the National Academy of Sciences. Studie zkoumá vliv polyfenolů zeleného čaje na kolagenem vyvolanou artritidu u myší, která je podobná revmatické artritidě u člověka. V každé ze tří testovaných skupin se u myší, kterým byly podávány polyfenoly zeleného čaje, rozvinula artritida významně méně často. Z 18 myší, kterým byl zelený čaj podáván, se artritida objevila jen u 8 (44 procent). U 18 myší, které zelený čaj nedostávaly, se artritida objevila u všech, kromě jediné (94 procent). Navíc výzkumníci zaznamenali, že 8 myší, které dostávaly zelený čaj a onemocněly artritidou, mělo různé druhy artritidy.
Německá studie odhalila, že přikládání filtrovaného odvaru z extraktu zeleného čaje a horké vody na kůži po dobu 10 minut, třikrát denně, může pomoci lidem, jejichž kůže byla poškozena radiační terapií (po 16–22 dnech).
Studie publikovaná v prosinci 1999 v magazínu American Journal of Clinical Nutrition odhaluje, že „zelený čaj má termogenické složky a podporuje oxidaci tuku více, než aby to bylo možné vysvětlit pouze samotným obsahem kofeinu. Extrakt ze zeleného čaje může sehrát úlohu v řízení tělesných procesů sympatickou aktivací termogeneze, oxidace tuku nebo obou.“
V laboratorních testech bylo zjištěno, že EGCG (katechiny) obsažené v zeleném čaji brání HIV v napadání T-buněk. Přesto nejsou dosud známy stejné účinky u člověka.
Studie uveřejněná v srpnu 2003 v magazínu Cellular and Molecular Life Sciences věnujícího se novým potenciálním aplikacím, odhalila „a doporučuje novou potenciální aplikaci (−)-epigalokatechinu-3-galátu (EGCG) v prevenci nebo léčbě zánětlivých procesů“.

## Japonské zelené čaje

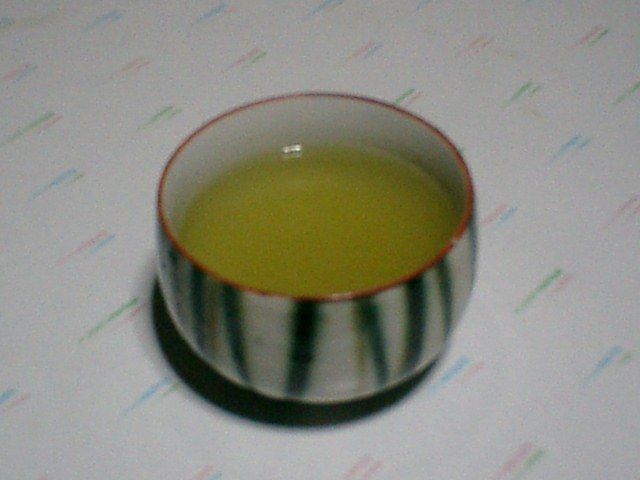
Japonský zelený čaj

Zelený čaj (japonsky 緑茶 Rjokuča) je v Japonsku všudypřítomný, bývá nazýván „Japonský čaj“ (japonsky 日本茶 Nihonča) nebo dokonce jen „čaj“ (japonsky お茶 Oča) a je téměř jediný druh čaje zde pěstovaný. Říká se, že nejlepší japonské čaje pocházejí z oblasti Udži v Kjótu, kde ve 12. století vznikly první plantáže. Také prefektura Šizuoka je známá svým zeleným čajem. Kvalitní čaj se však pěstuje takřka v celé jižní části Japonska.
Na rozdíl od čínských zelených čajů se k přerušení oxidace většinou používá horká pára. Různé druhy se dělí především dle způsobu zpracování, od každého existuje mnoho variant jak cenových, tak kvalitativních. Existuje také řada zvláštních čajů, které jsou mimo toto spektrum. Důležitým faktorem je pak také použitý kultivar (odrůda) čajovníku, který, stejně jako u vína, dává čajům specifika své chuti. Pro zjednodušení se však dále uvádí pouze dělení podle zpracování.
番茶 Banča (Bancha, běžný čaj)Základní třída japonského zeleného čaje. V Japonsku běžně podávaný k jídlu, díky nízkému obsahu kofeinu je vhodný i k večernímu popíjení. Nálev bývá světle zelenožluté barvy, chuť bývá výrazná, často s tóny mořských řas.
煎茶 Senča (Sencha, sekaný čaj)Nejrozšířenější typ japonského čaje. List, jehož oxidace byla zastavena napařením, je svinut do tenkých tmavě zelených jehliček. Senča označuje způsob zpracování čaje, lze se tedy setkat s čaji velmi nízké kvality až po zcela ručně zpracované exkluzivní čaje, jejichž cena dosahuje takřka astronomických hodnot.
冠茶 Kabusé (Kabuse, zakrytý čaj)Kabusé je čaj zpracovaný stejným způsobem jako Sencha, liší se však tím, že čajovníky byly před sklizní na 10 dní zastíněny. Takové čaje pak mají chuť jemnější a méně trpkou nežli klasická Sencha.
玉露 Gjokuro (Gyokuro, Nefritová rosa)Čaj, který bývá často špatně označován za nejkvalitnější japonský čaj. Ve skutečnosti se opět jedná o čaj, pro který je charakteristický především způsob zpracování. Je produkován z čajovníků, které byly před sklizní 30 dní stíněny a pro jeho výrobu jsou vhodné jen některé kultivary (např. Gokoh, Saemidori…). Nálev těchto čajů bývá velmi plný, kulatý, zelenobílé „mléčné“ barvy a velmi syté, nasládlé chuti. V těchto čajích bývá nejzřetelnější typická chuť umami.
抹茶 Mačča (Matcha, drcený čaj)Velmi kvalitní práškový zelený čaj používaný zejména při čajových obřadech. Nižší sorty čaje Mačča se používají i v potravinářství – jako příchuť do zmrzlin a jiných japonských sladkostí.
玄米茶 Genmaiča (čaj s hnědou rýží)Banča s přídavkem pražené hnědé rýže (genmai).
茎茶 Kukiča (Kukicha, stonkový čaj)Čaj produkovaný z „odpadu“ z výroby čajů Senča či Gjokuro. Dle sorty bývá v tomto čaji různý podíl řapíků, čajové prachu a zlomkového listu. Chuť většinou bývá lehčí, s výraznými trávovými tóny.
焙じ茶 Hódžiča (Hōjicha, na pánvi sušený čaj)Pražená Kukiča.
玉緑茶 Tamarjokuča (Tamaryokucha)Zelený čaj, někdy označovaný též jako Guricha, který bývá svinut po vzoru čínských čajů do zakroucených „drátků“. Tím se liší od všech ostatních japonských čajů. U některých čajů Tamarjokuča byla oxidace zastavena lehkým pražením, namísto napaření lístků. Takový čaj se pak označuje jako Kamairi Tamaryokucha. Chuť těchto čajů bývá plná, lehce pečená, nasládlá, u nejvyšších sort pak částečně připomíná čaje typu Gyokuro.

## Čínské zelené čaje

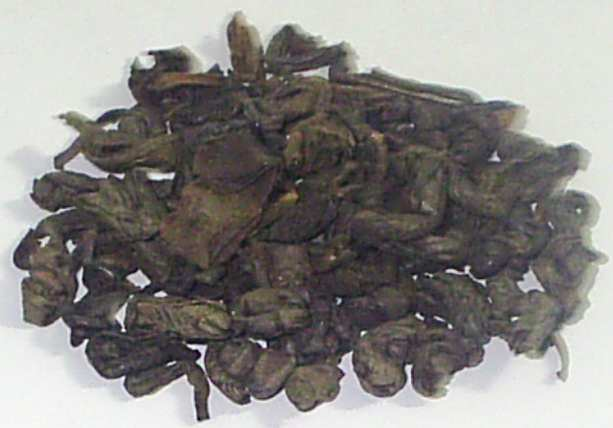
Hromádka čaje typu Gunpowder (střelný prach) společnosti Twinings – obvyklý zelený čínský čaj

### Provincie Če-ťiang 浙江
Če-ťiang je domovem nejznámějšího z čajů, Xi Hu Longjing (西湖龙井，Loong Tseng), ale také mnoha dalších vysoce kvalitních čajů.
Longjing 龙井Nejznámější z vynikajících čínských čajů z Hangzhou, jeho jméno v čínštině znamená dračí studna. Je sušený na pánvích a má specifický plochý vzhled. Jeho napodobování je obvyklé, a vlastně většina z množství dostupného na trhu je produkována v provincii Sichuan a není tedy originálním čajem Longjing.
Hui MingPojmenován podle kláštera v Zhejiangu.
Long Ding 开花龙顶Čaj z kraje Kaihua, známý jako dračí hora.
Hua DingČaj z kraje Tiantai, pojmenovaný podle vrcholku v Tiantajském pohoří.
Qing Ding 天目青顶Čaj z Tian Mu, také známý jako zelený vrcholek.
Gunpowder 珠茶„Střelný prach“, populární čaj známý také jako zhuchá. Pochází ze Zhejiangu, ale pěstuje se po celé Číně.

### Provincie Chu-pej 湖北
Yu Lu 玉露Napařovaný čaj známý jako Gyokuro (Nefritová rosa) vyráběný v japonském stylu.

### Provincie Che-nan 河南
Xin Yang Mao Jian 信阳毛尖Slavný čínský čaj nazývaný také zelený tips.

### Provincie Ťiang-su 江苏
Bi Luo Chun 碧螺春Slavný čínský čaj z Dong Tingu známý také jako zelené hlemýždí spirálky. Podobně jako u čaje Longjing, je běžné jeho napodobování čajovými obchodníky, takže nabízený čaj může ve skutečnosti pocházet z provincie Sichuan.
Rain FlowerDešťová růže, čaj z Nanjingu.
Shui Xi Cui Bo 水西翠柏

### Provincie Ťiang-si 江西
Chun MeeJméno znamená „vzácné obočí“, pochází z Jiangxi, ale pěstuje se i jinde.
Gou Gu NaoHodně známý čaj a držitel mnoha národních ocenění.
Yun WuČaj známý také jako čaj mraků a mlhy.

### Provincie An-chuej 安徽
An-chuej je domovem tří z nejslavnějších čínských čajů.
Da FangČaj z vrchu Huangshan.
Huangshan Mao Feng 黄山毛峰Další slavný čínský čaj z vrchu Huangshan.
Lu An Guapian 六安瓜片Slavný čínský čaj, také známý jako melounové semínko.
Hou Kui 太平猴魁Slavný čínský čaj, také známý jako opičí čaj.
Tun LuČaj z okresu Tunxi.
Huo QingČaj z kraje Jing, známý také jako hořící zeleň.
HysonČaj střední kvality z mnoha provincií, raný sběr.

## Další zelené čaje
- Cejlonské zelené čaje
- Zelené čaje z Darjeelingu
- Zelené vietnamské čaje
- Zelené čaje z Assamu